# Linguist List
Linguist List est une ressource linguistique en ligne qui est notamment utilisée comme référence par la Fondation nationale pour la science des États-Unis.
Sa caractéristique principale — qui est aussi la plus ancienne — est sa liste de diffusion électronique pré-modérée, possédant des milliers d'abonnés dans le monde entier. Elle présente des demandes d'information et le résumé des réponses qui y sont apportées, des discussions, des tables des matières de revues, des résumés de mémoires, des demandes d'articles, des annonces de sortie d'ouvrages, de logiciels ou de conférences à venir, etc.

## Historique
Le service est fondé par Anthony Aristar (en) au début de 1990 à l'Université d'Australie-Occidentale, puis transféré dès 1991 à l'université A&M du Texas, avec l'université de l'Est du Michigan établie comme principal site d'édition. En 1994, Linguist List compte plus de 5 000 abonnés. Du 14 octobre au 6 novembre 1996, elle publie sa première conférence en ligne, Structure géométrique et thématique en théorie du liage, introduite par un discours d'Howard Lasnik (en). L'université d'État de Wayne, dans le Michigan, devient le deuxième site d'édition en 1998, qui est ensuite transféré en 2006 à l'université de l'Est du Michigan. Depuis 2014, le projet est hébergé par le département de linguistique de l'université de l'Indiana, avec Damir Ćavar et Małgorzata Ćavar comme codirecteurs.
La Linguist List est dirigée par Anthony Aristar (en) et Helen Aristar-Dry (en) de 1991 jusqu'à leur retraite en 2013, date à laquelle Damir Ćavar devient modérateur et directeur des opérations. Il est rejoint en 2014 par Małgorzata Ćavar.